# Gruppo Sportivo Fiat 1938-1939
Questa voce raccoglie le informazioni riguardanti il Gruppo Sportivo Fiat nelle competizioni ufficiali della stagione 1938-1939.

## Rosa
| N. |                      | Ruolo | Calciatore      |
| -- | -------------------- | ----- | --------------- |
|    | Argentina (bandiera) | D     | Pepito Agosto   |
|    | Italia (bandiera)    |       | Luigi Audino    |
|    | Italia (bandiera)    | A     | Emilio Barbero  |
|    | Italia (bandiera)    |       | Angelo Bertolo  |
|    | Italia (bandiera)    |       | Emanuele Bodini |
|    | Italia (bandiera)    |       | Mario Buscaino  |
|    | Italia (bandiera)    |       | Alberto Cabiati |
|    | Italia (bandiera)    |       | Piero Foglia    |
|    | Italia (bandiera)    | A     | Giuseppe Godino |
|    | Italia (bandiera)    | A     | Marco Lorini    |

| N. |                   | Ruolo | Calciatore           |
| -- | ----------------- | ----- | -------------------- |
|    | Italia (bandiera) |       | Mario Massetti       |
|    | Italia (bandiera) |       | Luigi Musso          |
|    | Italia (bandiera) |       | Carlo Omegna         |
|    | Italia (bandiera) |       | Giulio Origlia       |
|    | Italia (bandiera) |       | Alessandro Palladino |
|    | Italia (bandiera) | P     | Fedele Pasquino      |
|    | Italia (bandiera) |       | Giordano Scanferlato |
|    | Italia (bandiera) |       | Luigi Talano         |
|    | Italia (bandiera) |       | Arturo Torri         |
|    | Italia (bandiera) | D     | Alfredo Vitali       |